# Șapkî, Kobeleakî
Șapkî (în ucraineană Шапки) este un sat în comuna Butenkî din raionul Kobeleakî, regiunea Poltava, Ucraina.

## Demografie
Componența lingvistică a localității Șapkî
     Ucraineană (95,89%)
     Rusă (4,11%)
Conform recensământului din 2001, majoritatea populației localității Șapkî era vorbitoare de ucraineană (95,89%), existând în minoritate și vorbitori de rusă (4,11%).